# J-Be
J-Be is een Amerikaans historisch merk van motorfietsen.
De bedrijfsnaam was: Berliner Motor Corporation, Hasbrouck Heights, New Jersey.
De merknaam "J-Be" was afgeleid van de naam van de oprichter, Joseph Berliner, een Hongaarse Jood.

## Joe Berliner
Joseph Berliner werd in 1941 in een Hongaars slavenkamp opgesloten en in 1944 samen met zijn vier broers overgeplaatst naar Auschwitz. Daar overleefden vier van hen door hun kennis van techniek en het onderhoud aan Duitse legertrucks. De vijfde broer overleed als gevolg van honger en tyfus. Als zonen van een anti-communistisch activist durfden ze niet naar hun geboorteland terug te keren. Dankzij het Zweedse Rode Kruis had Joseph zijn vrouw teruggevonden en hij besloot met zijn familie in 1947 te emigreren naar de Verenigde Staten. Daar werd hij partner in de International Motorcycle Company, die Zündapp-motorfietsen voor de Verenigde Staten importeerde. In 1957 nam hij het bedrijf over en samen met zijn broer Michael richtte hij de Berliner Motor Corporation op.

## J-Be motorfietsen
Dit bedrijf bleef importeur van Zündapp, maar Joseph ("Joe") Berliner liet in Duitsland ook speciale 98- en 123cc-motorfietsjes bouwen die voorzien waren van Sachs-inbouwmotoren en die hij onder de naam "J-Be" in Amerika op de markt bracht. Ook deed Berliner aan badge-engineering en zo werden lichte motorfietsjes van Hercules en Peripoli als J-Be verkocht. Tussen 1966 en 1970 werd dit project beëindigd, mogelijk omdat Berliner er zijn eigen klanten concurrentie mee aandeed. Hij was intussen een van de grootste Amerikaanse importeurs geworden, met merken als Ducati, AJS, Matchless, Moto Guzzi, Norton, Sachs en Zündapp.